# Botanophila silvatica
Botanophila silvatica är en tvåvingeart som först beskrevs av Jean-Baptiste Robineau-Desvoidy 1830.  Botanophila silvatica ingår i släktet Botanophila och familjen blomsterflugor. Arten är reproducerande i Sverige. Inga underarter finns listade i Catalogue of Life.